# Britta Steilmann
Britta Steilmann (* 17. April 1966 in Wattenscheid) ist eine deutsche Designerin, Unternehmerin und Managerin.

## Leben
Steilmann studierte an verschiedenen Schulen in Montreal, Paris und New York Design.
Direkt nach dem Abitur in Wattenscheid begann sie, den Vater Klaus Steilmann im Textilunternehmen Klaus Steilmann GmbH & Co. KG zu unterstützen. Als bei einer Tochterfirma im kanadischen Montreal eine Stelle frei wurde, sprang sie spontan ein. Ihre Ausbildung am Community College Fashion Institute of Technology an der State University of New York brach sie dafür ab. Im Jahr 1992 gründete sie ihr eigenes Modelabel. Für den Entwurf der ersten Öko-Kollektion erhielt sie mit 27 Jahren den Preis „Öko-Managerin des Jahres“. 1994 war sie zudem „persönliche Beraterin für ökologische Innovation“ des damaligen SPD-Kanzlerkandidaten Rudolf Scharping und 1996 Managerin von Til Schweiger. 1997 wurde sie zusammen mit ihrer Schwester Ute Steilmann in die Geschäftsführung der Steilmann-Verwaltungs-GmbH & Co. KG berufen. Bis 1999 war Britta Steilmann als Managerin für den Export, die Steuerung der Auslandsgesellschaften sowie für Großkundenbetreuung zuständig. Im Streit mit dem Vater schied sie aus diesem Posten aus. Danach arbeitete sie als Unternehmensberaterin. Zwischen 2001 und 2003 kehrte sie zurück und wurde Vorsitzende der Geschäftsführung der Steilmann-Gruppe. Unter ihrer Führung erfuhr das Unternehmen eine Restrukturierung, die mit dem Abbau von rund 1200 Arbeitsplätzen einherging. 2003 geriet die Steilmann-Gruppe erneut in wirtschaftliche Schwierigkeiten, als der Jahresumsatz um 9 % auf 507 Millionen Euro zurückging. Diese wurden mit der Entlassung von weiteren 750 Mitarbeitern und dem Einstieg der italienischen Miro-Radici-Gruppe, Bergkamen, die etwa die Hälfte der Geschäftsanteile übernahm, überwunden. Im selben Jahr übergab Britta den Vorsitz der Geschäftsführung wiederum an Ute Steilmann. Das Manager-Magazin berichtete von einem Streit zwischen den Schwestern, was von diesen dementiert wurde.
Darüber hinaus war Britta Steilmann mit der SG Wattenscheid 09 als erste Frau Managerin eines Fußballbundesligisten; in dieser Funktion war sie mit für die Entlassung von Trainer Hannes Bongartz verantwortlich. Gemeinsam mit ihrer Schwester Ute Steilmann war sie Geschäftsführerin der Klaus Steilmann Immobilien GmbH & Co. KG mit Sitz in Bochum-Wattenscheid.
Britta Steilmann gründete 1994 die Britta Steilmann Sustainable Development & Co. KG mit Sitz in Ratingen, die 2009 nach Aufgabe der Geschäftstätigkeit liquidiert wurde und arbeitete unter anderem als Designerin und Unternehmensberaterin. 2017 gründete Britta Steilmann die School of Consciousness (Schule des Bewusstseins), die eine ganzheitliche Lebensberatung anbietet. Sie folgt hier unter anderem psychologisch-holistischen Ansätzen wie dem von Byron Katie (The Work) und Per van Spall. 2019 erfolgte die Gründung der Britta Steilmann Artisan Studios LLC, einem Beratungs- und "Full Service"-Design-Studio für Inneneinrichtung mit Fokus auf ökologischen und nachhaltigen Design-Konzepten.
Britta Steilmann lebt in den Hamptons auf Long Island, sie hat eine Tochter.

## Ehrungen
- 1993 Öko-Managerin des Jahres
- 1995 Bundesverdienstkreuz (damals jüngste Trägerin dieser Auszeichnung)